# Cyklistika na Letních olympijských hrách 1924
Cyklistické soutěže na Letních olympijských hrách v Paříži.

## Silniční cyklistika

### Muži
| Kategorie                      | Zlato                                                            | Stříbro                                                                   | Bronz                                                    |
| ------------------------------ | ---------------------------------------------------------------- | ------------------------------------------------------------------------- | -------------------------------------------------------- |
| Muži závod s hromadným startem | Armand Blanchonnet · Francie (FRA)                               | Henri Hoevenaers · Belgie (BEL)                                           | René Hamel · Francie (FRA)                               |
| Muži družstvo - hromadný start | Francie (FRA) · Armand Blanchonnet · René Hamel · Georges Wambst | Belgie (BEL) · Henri Hoevenaers · Alphonse Parfondry · Jean van den Bosch | Švédsko (SWE) · Gunnar Sköld · Erik Bohlin · Ragnar Malm |

## Dráhová cyklistika

### Muži
| Kategorie                | Zlato                                                                                       | Stříbro                                                                              | Bronz                                                                                      |
| ------------------------ | ------------------------------------------------------------------------------------------- | ------------------------------------------------------------------------------------ | ------------------------------------------------------------------------------------------ |
| 50 km                    | Ko Willems · Nizozemsko (NED)                                                               | Cyril Alden · Velká Británie (GBR)                                                   | Harry Wyld · Velká Británie (GBR)                                                          |
| sprint (jednotlivci)     | Lucien Michard · Francie (FRA)                                                              | Jacob Meijer · Nizozemsko (NED)                                                      | Jean Cugnot · Francie (FRA)                                                                |
| stíhací závod (družstva) | Itálie (ITA) · Francesco Zucchetti · Angelo De Martini · Alfredo Dinale · Aurelio Menegazzi | Polsko (POL) · Tomasz Stankiewicz · Franciszek Szymczyk · Józef Lange · Jan Lazarski | Belgie (BEL) · Jean van den Bosch · Léonard Daghelinckx · Henri Hoevenaers · Fernand Saive |
| tandem                   | Francie (FRA) · Lucien Choury · Jean Cugnot                                                 | Dánsko (DEN) · Edmund Hansen · Willy Hansen                                          | Nizozemsko (NED) · Gerard Bosch van Drakestein · Maurice Peeters                           |

## Přehled medailí
| Pořadí | Země                 | Zlato | Stříbro | Bronz | Celkově |
| ------ | -------------------- | ----- | ------- | ----- | ------- |
| 1.     | Francie (FRA)        | 4     | 0       | 2     | 6       |
| 2.     | Nizozemsko (NED)     | 1     | 1       | 1     | 3       |
| 3.     | Itálie (ITA)         | 1     | 0       | 0     | 1       |
| 4.     | Belgie (BEL)         | 0     | 2       | 1     | 3       |
| 5.     | Velká Británie (GBR) | 0     | 1       | 1     | 2       |
| 6.     | Dánsko (DEN)         | 0     | 1       | 0     | 1       |
| 6.     | Polsko (POL)         | 0     | 1       | 0     | 1       |
| 8.     | Švédsko (SWE)        | 0     | 0       | 1     | 1       |